# Чаткальский государственный биосферный заповедник
Чаткальский государственный биосферный заповедник (узб. Chatqol davlat biosfera qo‘riqxonasi, Чатқол давлат биосфера қўриқхонаси) — горно-лесной заповедник в Узбекистане в Ташкентской области, в западных отрогах Чаткальского хребта, входящего в горную систему Тянь-Шаня.
Чаткальский государственный биосферный заповедник был организован в 1947 году.
Заповедник имеет территорию площадью 35255 га и состоит из обособленных участков: Башкызылсайского и Майдантальского, находящихся в настоящее время на территории Угам-Чаткальского государственного природного национального парка республики Узбекистан — Западная и Восточная территории. В настоящее время вошел в состав национального парка, как его заповедные ядра.
Западная территория заповедника находится на юго-западных склонах горы Кызылнура (3267 м).
В урочищах Учхат, Полатхан, Большой и Малый Майдантал расположен экспериментальный воспроизводственный участок. В 1951 году из состава заповедника было изъято урочище Шавассай.
В 1985 году заповедник посетил Джеральд Дарелл.

## Фотогалерея
- Объявление о входе в Чаткальский заповедник.
- Истоки реки Акбулак на территории Майдантальского участка Чаткальского заповедника.
- Ташкескен (по центру кадра) впадает в Тереклисай. Ущелье реки Ташкескен полностью расположено на территории Майдантальского участка Чаткальского заповедника, Тереклисай служит одной из границ участка.
- Тяньшаньский бурый медведь на границе Чаткальского заповедника.
- Гора Кызылнура, расположенная на границе Башкызылсайского участка Чаткальского заповедника.